# Nordmazedonische Badmintonmeisterschaft
Nordmazedonische Meisterschaften im Badminton werden seit 2004 ausgetragen. Die Austragung von Junioren- und Mannschaftsmeisterschaften begann im selben Jahr. Ebenfalls seit 2004 finden auch internationale Titelkämpfe von Mazedonien statt, wurden seitdem aber nicht wieder ausgetragen.
Nach dem Zerfall der SFRJ finden auf dem Gebiet des ehemaligen Jugoslawiens auch Titelkämpfe Bosnien-Herzegowinas, Serbiens, Sloweniens und Kroatiens statt. Zwischenzeitlich gab es auch Meisterschaften von Jugoslawien und Serbien-Montenegro.

## Titelträger
| Saison | Herreneinzel        | Dameneinzel         | Herrendoppel                          | Damendoppel                         | Mixed                                 |
| ------ | ------------------- | ------------------- | ------------------------------------- | ----------------------------------- | ------------------------------------- |
| 2004   | Saso Vuksanovic     | Ivana Jovanovska    | Darko Anastasov Goran Tasevski        | Ivana Jovanovska Eleonora Petrova   | Trajan Cekovski Ivana Jovanovska      |
| 2005   | Saso Vuksanovic     | Ivana Jovanovska    | Saso Vuksanovic Gordan Zotovski       | Ivana Jovanovska Tea Stefanovska    | Bojan Kostadinov Ivana Jovanovska     |
| 2006   | Martin Stojanovski  | Dea Zdravkovska     | Martin Stojanovski Filip Mihajlovski  | Elena Nikolova Tea Stefanovska      | Filip Mihajlovski Dragana Volkanovska |
| 2007   | Filip Mihajlovski   | Dragana Volkanovska | Martin Stojanovski Filip Mihajlovski  | Dea Zdravkovska Dragana Volkanovska | Filip Mihajlovski Dragana Volkanovska |
| 2008   | Filip Mihajlovski   | Dragana Volkanovska | Martin Stojanovski Filip Mihajlovski  | Ina Stefanovska Daria Stefanovska   | Filip Mihajlovski Ema Stefanovska     |
| 2009   | Vasil Pujovski      | Ina Stefanovska     | Vasil Pujovski Marko Nakic            | Ina Stefanovska Ema Stefanovska     | Marko Nakic Ema Stefanovska           |
| 2010   | Vasil Pujovski      | Ina Stefanovska     | Vasil Pujovski Marko Nakic            | Ina Stefanovska Ema Stefanovska     | Marko Nakic Ema Stefanovska           |
| 2011   | Vasil Pujovski      | Ina Stefanovska     | Vasil Pujovski Marko Nakic            | Ina Stefanovska Ema Stefanovska     | Marko Nakic Ema Stefanovska           |
| 2012   | Bojan Kostadinovski | Daria Stefanovska   | Vasil Pujovski Marko Nakic            | Daria Stefanovska Ema Stefanovska   | Vasil Pujovski Dea Zdravkovska        |
| 2013   | Bojan Kostadinovski | Daria Stefanovska   | Bojan Kostadinovski Filip Mihajlovski | Daria Stefanovska Ema Stefanovska   | Vasil Pujovski Dea Zdravkovska        |
| 2014   | Filip Mihajlovski   | Ina Stefanovska     | Vasil Pujovski Bojan Kostadinovski    | Dea Zdravkovska Dragana Volkanovska | Marko Nakic Ema Stefanovska           |
| 2015   | Filip Mihajlovski   | Ema Stefanovska     | Filip Mihajlovski Marko Nakic         | Ina Stefanovska Dea Zdravkovska     | Vedran Zdravkovski Dea Zdravkovska    |
| 2016   | Vedran Zdravkovski  | Dea Zdravkovska     | Filip Mihajlovski Petar Zivkovski     | Ina Stefanovska Ema Stefanovska     | Vedran Zdravkovski Dea Zdravkovska    |
| 2017   | Petar Zivkovski     | Ina Stefanovska     | Filip Mihajlovski Petar Zivkovski     | Ina Stefanovska Dea Zdravkovska     | Petar Zivkovski Ina Stefanovska       |
| 2018   | Petar Zivkovski     | Ina Stefanovska     | Filip Mihajlovski Petar Zivkovski     | Ina Stefanovska Dea Zdravkovska     | Petar Zivkovski Ina Stefanovska       |
| 2019   | Petar Zivkovski     | Ina Stefanovska     | Ivan Pejovski Leonid Stojanov         | Ina Stefanovska Dea Zdravkovska     | Petar Zivkovski Ina Stefanovska       |
| 2020   | Ivan Pejovski       | Ina Stefanovska     | Boris Cikarski Dimitar Cikarski       | Ina Stefanovska Iva Stefanovska     | Ivan Pejovski Ina Stefanovska         |
| 2021   | Ivan Pejovski       | Ina Stefanovska     | Boris Cikarski Dimitar Cikarski       | Ina Stefanovska Elena Ristevska     | Ivan Pejovski Ina Stefanovska         |
| 2022   | Ivan Pejovski       | Ina Stefanovska     | Boris Cikarski Dimitar Cikarski       | Ina Stefanovska Elena Ristevska     | Ivan Pejovski Ina Stefanovska         |